# 586 هـ
586 هـ هي سنة في التقويم الهجري امتدت مقابلةً في التقويم الميلادي بين سنتي 1190 و1191.

## مواليد
- ابن نجا الإربلي
- سيف الدين الباخرزي

## وفيات
- ابن زرقون
- المبارك بن أحمد الدينوري
- أبو بكر بن الجد، فقيه أندلسي.